# 깍둑썰기
깍둑썰기는 무 따위의 채소 등을 깍두기처럼 네모반듯한 모양으로 써는 방법이다. 재료의 가로를 평면으로 자르고 이것을 다시 평행하게 세로로 썰어 정육면체나 직육면체로 만든 것으로, 요리의 맛과 질감을 균일하게 분배할 수 있으며 조리 시간도 단축할 수 있고, 보기에도 좋다. 깍둑썰기는 대부분 채소에 사용되는 편이지만 고기와 생선, 과일을 자를 때 사용하기도 한다.
깍둑썰기가 주로 쓰이는 요리로는 깍두기, 두부 요리, 일본 카레 등이 있다.